# Seven Churches
Seven Churches este albumul de debut al formației americane de death metal Possessed. Titlul albumului se referă la cele șapte biserici din Asia⁠(d) menționate în Apocalipsa lui Ioan. Seven Churches este considerat primul album de death metal, iar About.com l-a numit unul dintre cele zece albume fundamentale ale genului. Jeff Becerra avea doar 16 ani la momentul înregistrării albumului.

## Istorie
Conform cărții Bang Your Head: The Rise and Fall of Heavy Metal a scriitorului David Konow, albumul a fost înregistrat în vacanța de primăvară din 1985 de către Jeff Becerra și Larry LaLonde⁠(d), elevi ai Liceului Pinole Valley⁠(d). Deși formația a susținut sesiuni de repetiție în casa mangerului Debbie Abono⁠(d) din Pinole, California⁠(d) până la lansarea albumului, grupul își avea rădăcinile în zona El Sobrante⁠(d)/San Pablo⁠(d).
În luna noiembrie a aceluiași an, aceștia au călătorit în Montreal, Quebec, pentru a-și promova albumul în cadrul Festivalului de Weekend WWII alături de grupuri precum Celtic Frost, Destruction, Voivod⁠(d) și Nasty Savage⁠(d). A fost primul concert live al formației.

## Influență
Deși formația Death din Florida a lansat mai multe albume și este deseori menționată drept precursoare a genului death metal, Seven Churches precede albumul de debut al grupului (i.e. Scream Bloody Gore) cu doi ani. În cartea Choosing Death: The Improbable History of Death Metal & Grindcore⁠(d), se susține că basistul/vocalistul Jeff Becerra a inventat termenul „death metal” în 1983.
Seven Churches a fost descris drept „puntea dintre thrash metal și death metal”, fiind „extrem de important” în dezvoltarea stilului death metal. De asemenea, este considerat „primul album de death metal” conform de numeroși artiști precum Kam Lee⁠(d) (fost membru Death și Massacre⁠(d)), Ronnie James Dio (fost membru Dio și Black Sabbath) și Steven Wilson⁠(d) (Porcupine Tree⁠(d), Blackfield⁠(d)). Fostul baterist al Napalm Death, Mick Harris⁠(d), a declarat că primul său album de heavy metal a fost Seven Churches, fiindu-i recomandat de către chitaristul Justin Broadrick⁠(d).
În recenzia sa din iulie 1986, revista SPIN⁠(d) a descris albumul ca fiind parte a „subgenului mutant al death metalului”.
Casa de discuri britanică, Earache Records, a declarat că Trey Azagthoth și Morbid Angel au fost influențați la începutul carierei de legendarul album Possessed. Aceștia din urmă au promovat cauza „death metalului” mai mult decât oricare altă formație de la mijlocul anilor 1980.
Un cover al melodiei „The Exorcist” apare pe extended play-ul Hammer Smashed Face (1993) al formației Cannibal Corpse, pe albumul Inflikted⁠(d) (2008) al grupului Cavalera Conspiracy⁠(d) și pe versiunea din 2011 a albumul Individual Thought Patterns⁠(d) (1993) al formației Death.
În august 2014, revista Revolver⁠(d) a plasat Seven Churches pe lista celor „14 albume de thrash metal pe care trebuie să le cumperi”.

## Lista pieselor
Toate versurile sunt scrise de Jeff Becerra, Toate melodiile sunt compuse de Mike Torrao.
| Side one |                   |         |  |
| Nr.      | Titlu             | Lungime |  |
| 1.       | „The Exorcist”    | 4:51    |  |
| 2.       | „Pentagram”       | 3:34    |  |
| 3.       | „Burning in Hell” | 3:10    |  |
| 4.       | „Evil Warriors”   | 3:44    |  |
| 5.       | „Seven Churches”  | 3:14    |  |

| Side two        |                 |         |  |
| Nr.             | Titlu           | Lungime |  |
| 6.              | „Satan's Curse” | 4:15    |  |
| 7.              | „Holy Hell”     | 4:11    |  |
| 8.              | „Twisted Minds” | 5:10    |  |
| 9.              | „Fallen Angel”  | 3:58    |  |
| 10.             | „Death Metal”   | 3:14    |  |
| Lungime totală: | Lungime totală: | 39:21   |  |

## Membrii formației
- Jeff Becerra - bas, voce
- Larry LaLonde - chitară principală
- Mike Torrao − chitară ritmică
- Mike Sus − tobe

### Producție
- Randy Burns − clape pe piesele 1 și 9, producător, inginer
- Barry Kobrin - producător executiv